# Kanton Le Mans-Sud-Est
Kanton Mans-Sud-Est is een voormalig kanton van het Franse departement Sarthe. Kanton Mans-Sud-Est maakte deel uit van het arrondissement Le Mans en telde 25.371 inwoners (1999). Het werd opgeheven bij decreet van 24 februari 2014 met uitwerking op 22 maart 2015.

## Gemeenten
Het kanton Le Mans-Sud-Est omvatte de volgende gemeenten:
- Le Mans (deels, hoofdplaats)
- Ruaudin